# Maymena
Maymena is een geslacht van spinnen uit de  familie van de Mysmenidae.

## Soorten
- Maymena ambita (Barrows, 1940)
- Maymena calcarata (Simon, 1897)
- Maymena cascada Gertsch, 1971
- Maymena chica Gertsch, 1960
- Maymena delicata Gertsch, 1971
- Maymena grisea Gertsch, 1971
- Maymena kehen Miller, Griswold & Yin, 2009
- Maymena mayana (Chamberlin & Ivie, 1938)
- Maymena misteca Gertsch, 1960
- Maymena paquini Miller, Griswold & Yin, 2009
- Maymena rica Platnick, 1993
- Maymena roca Baert, 1990
- Maymena sbordonii Brignoli, 1974